# Campionati mondiali di canoa/kayak 1966
I settimi Campionati mondiali di canoa/kayak si sono svolti a Berlino (Germania Est) nel 1966.

## Medagliere
| Pos. | Paese            | Oro | Argento | Bronzo | Totale |
| ---- | ---------------- | --- | ------- | ------ | ------ |
| 1    | Unione Sovietica | 6   | 2       | 4      | 12     |
| 2    | Romania          | 4   | 1       | 1      | 6      |
| 3    | Ungheria         | 3   | 3       | 4      | 10     |
| 4    | Germania Ovest   | 1   | 3       | 1      | 5      |
| 5    | Germania Est     | 1   | 0       | 3      | 4      |
| 6    | Danimarca        | 0   | 2       | 0      | 2      |
| 7    | Cecoslovacchia   | 0   | 1       | 1      | 2      |
| 8    | Svezia           | 0   | 1       | 0      | 1      |
| 8    | Norvegia         | 0   | 1       | 0      | 1      |
| 8    | Austria          | 0   | 1       | 0      | 1      |
| 11   | Paesi Bassi      | 0   | 0       | 1      | 1      |

## Medaglie Canoa

### C1 1000m
| Posizione | Atleta            | Paese            | Tempo |
| --------- | ----------------- | ---------------- | ----- |
|           | Detlef Lewe       | Germania Ovest   |       |
|           | Tamás Wichmann    | Ungheria         |       |
|           | Anatoliy MArtinov | Unione Sovietica |       |

### C1 10000m
| Posizione | Atleta          | Paese            | Tempo |
| --------- | --------------- | ---------------- | ----- |
|           | Antal Hajba     | Ungheria         |       |
|           | Rudolf Penkava  | Cecoslovacchia   |       |
|           | Mikhail Zamotin | Unione Sovietica |       |

### C2 1000m
| Posizione | Atleta                            | Paese    | Tempo |
| --------- | --------------------------------- | -------- | ----- |
|           | Vicol Calabiciov Serghei Covaliov | Romania  |       |
|           | Bernt Lindelof Erik Zeidlitz      | Svezia   |       |
|           | Arpad Soltesz Csaba Zanto         | Ungheria |       |

## Medaglie Kayak

### K1 500m
| Posizione | Atleta          | Paese       | Tempo |
| --------- | --------------- | ----------- | ----- |
|           | Aurel Vernescu  | Romania     |       |
|           | Erik Hansen     | Danimarca   |       |
|           | Paulus Hoekstra | Paesi Bassi |       |

| Posizione | Atleta                      | Paese            | Tempo |
| --------- | --------------------------- | ---------------- | ----- |
|           | Lyudmila Khvedosyuk-Pinaeva | Unione Sovietica |       |
|           | Roswitha Esser              | Germania Ovest   |       |
|           | Anita Kobuss                | Germania Est     |       |

### K1 4x500m
| Posizione | Atleta                                                           | Paese            | Tempo |
| --------- | ---------------------------------------------------------------- | ---------------- | ----- |
|           | Georgii Karyuhin Yurii Kabanov Willi Baltins Dmitri Madveyev     | Unione Sovietica |       |
|           | Ferenc Cseh Imre Kemecsey András Szente Mihály Hesz              | Ungheria         |       |
|           | Vasile Nicoara Haralambie Ivanov Atanase Sciotnic Aurel Vernesco | Romania          |       |

### K1 1000m
| Posizione | Atleta              | Paese            | Tempo |
| --------- | ------------------- | ---------------- | ----- |
|           | Oleksandr Šaparenko | Unione Sovietica |       |
|           | Erik Hansen         | Danimarca        |       |
|           | Imre Kemecsey       | Ungheria         |       |

### K1 10000m
| Posizione | Atleta             | Paese            | Tempo |
| --------- | ------------------ | ---------------- | ----- |
|           | Mihály Hesz        | Ungheria         |       |
|           | Vladimir Zlemyakov | Unione Sovietica |       |
|           | Fritz Briel        | Germania Ovest   |       |

### K2 500m
| Posizione | Atleta                             | Paese            | Tempo |
| --------- | ---------------------------------- | ---------------- | ----- |
|           | Aurel Vernescu Atanase Sciotnic    | Romania          |       |
|           | Holger Zander Heinz Büker          | Germania Ovest   |       |
|           | Vladimir Obrazcov Georgii Karyuhin | Unione Sovietica |       |

| Posizione | Atleta                          | Paese            | Tempo |
| --------- | ------------------------------- | ---------------- | ----- |
|           | Anita Kobuss Elga Muhlberg-Ulze | Germania Est     |       |
|           | Antonina Seredina Marija Šubina | Unione Sovietica |       |
|           | Anna Pfeffer Katalin Benko      | Ungheria         |       |

### K2 1000m
| Posizione | Atleta                              | Paese            | Tempo |
| --------- | ----------------------------------- | ---------------- | ----- |
|           | Oleksandr Šaparenko Yurii Stechenko | Unione Sovietica |       |
|           | Aurel Vernescu Atanase Sciotnic     | Romania          |       |
|           | Ferenc Cseh Endre Hazsik            | Ungheria         |       |

### K2 10000m
| Posizione | Atleta                      | Paese          | Tempo |
| --------- | --------------------------- | -------------- | ----- |
|           | Imre Szöllösi László Fábián | Ungheria       |       |
|           | Egil Søby Jan Johansen      | Norvegia       |       |
|           | Frantisek Svec Pavel Kvasil | Cecoslovacchia |       |

### K4 500m
| Posizione | Atleta                                                                       | Paese            | Tempo |
| --------- | ---------------------------------------------------------------------------- | ---------------- | ----- |
|           | Lyudmila Khvedosyuk-Pinaeva Marija Šubina Antonina Seredina Nadezda Lvchenko | Unione Sovietica |       |
|           | Sigrid Kummer Roswitha Esser Irene Rozema Renate Breuer-Dukat                | Germania Ovest   |       |
|           | Kathe Pohland Karin Haftemberg Anita Kobuss Helga Muhlberg-Hulze             | Germania Est     |       |

### K4 1000m
| Posizione | Atleta                                                                 | Paese            | Tempo |
| --------- | ---------------------------------------------------------------------- | ---------------- | ----- |
|           | Atanase Sciotnic Mihai Turcas Dimitrie Ivanov Anton Calenic            | Romania          |       |
|           | Günther Pfaff Kurt Lindlgruber Helmut Hediger Gerhard Seibold          | Austria          |       |
|           | Oleksandr Šaparenko Volodymyr Morozov Yurii Stechenko Georgii Karhuyin | Unione Sovietica |       |

### K4 10000m
| Posizione | Atleta                                                               | Paese            | Tempo |
| --------- | -------------------------------------------------------------------- | ---------------- | ----- |
|           | Nikolai Chuzhikov Anatoli Grishin Volodymyr Morozov Vyacheslav Ionov | Unione Sovietica |       |
|           | Imre Szöllösi László Fábián Janos Petroczy Laszlo Urogy              | Ungheria         |       |
|           | Günther Holzveigt Wolfgang Lange Wolfgang Niedrig Siegwart Karbe     | Germania Est     |       |